# Óscar Laguna
Óscar Laguna García  (Puigreig, provincia de Barcelona, 21 de febrero de 1978) es un ciclista español. Debutó como profesional en 2000 y se retiró en 2005 aunque seguiría su carrera como amateur hasta 2007. 

## Palmarés
2001
- 1 etapa de la Volta a Cataluña

2004
- 1 etapa de la Vuelta a Aragón

## Resultados en Grandes Vueltas
| Carrera | Carrera         | 2000 | 2001 | 2002 | 2003  | 2004 | 2005 |
| ------- | --------------- | ---- | ---- | ---- | ----- | ---- | ---- |
|         | Giro de Italia  | —    | —    | —    | —     | —    | —    |
|         | Tour de Francia | —    | —    | —    | —     | —    | —    |
|         | Vuelta a España | —    | 42.º | 64.º | 109.º | —    | —    |

—: no participa

Ab.: abandono